# Robert Uhrig
Robert Uhrig (Leipzig, Imperio alemán, 8 de marzo de 1903-Ciudad de Brandeburgo, Alemania nazi, 21 de agosto de 1944) fue un comunista alemán que tomó parte en la resistencia alemana al nazismo.

## Biografía
Hijo de un obrero, Uhrig creció en Berlín. Aprendió el oficio de tornero para herramientas en Berlín. A esto siguieron sus años de aprendizaje itinerante y un examen para convertirse en ingeniero. Desde 1920 fue miembro del Partido Comunista de Alemania (KPD). El mismo año empezó a asistir a clases en la Escuela Obrera Marxista (Marxistische Arbeiterschule). Desde 1929 trabajó para la empresa Osram en Berlín.
En 1933 se convirtió en dirigente de un grupo del KPD en la empresa Osram. El 16 de junio de 1934 fue detenido y el 28 de noviembre de 1934 condenado a un año y nueve meses de reclusión porque había publicado un periódico en la clandestinidad y recaudado dinero para los parientes de presos. Cumplió su condena hasta marzo de 1936 en la penitenciaría de Luckau.
En marzo de 1936 Robert Uhrig reanudó sus actividades ilegales, trabajando para unir grupos comunistas en empresas y otros grupos antifascistas, sobre todo de fábricas de armamento en Berlín. A partir de 1938 dirigió grupos ilegales en más de veinte fábricas de armamento en Berlín. El mismo año estuvo en contacto con el comité central del Partido Comunista de Alemania (KPD) en el extranjero, que residía en Praga. Después del estallido de la Segunda Guerra Mundial se amplió su red de contactos. Tenía contactos a comunistas en varias ciudades de Alemania y colaboró con grupos antifascistas en Essen, Hannover, Hildesheim, Múnich, Dortmund y Hamburgo. Tuvo contactos en Copenhague, Praga y los Países Bajos. En 1940 Robert Uhrig encabezó la resistencia comunista en Berlín. Desde 1940/1941 colaboró con Josef (Beppo) Römer. El grupo de Uhrig y Römer quería establecer un Estado socialista después de derrocar a Hitler. Además Uhrig informó en publicaciones clandestinas sobre irregularidades locales y los vínculos de fábricas con la economía de armamento y la economía de la guerra de los nacionalsocialistas y llamó a la población a cometer actos de sabotaje.
En febrero de 1942 el grupo en torno a Robert Uhrig fue desintegrado. Uhrig fue detenido el 4 de febrero de 1942, condenado a muerte el 7 de junio de 1944 y ejecutado el 21 de agosto de 1944.